# Kazuo Shinohara
Pour les articles homonymes, voir Shinohara.
Kazuo Shinohara (篠原 一男, Shinohara Kazuo), né le 2 avril 1925, décédé le 15 juillet 2006, est un architecte et professeur japonais très influent, à l'origine de ce qui est maintenant largement connu comme l'« école Shinohara ». Il étudie à l'université de technologie de Tokyo dont il est diplômé en 1953 et où il devient professeur en 1970 et dirigera un laboratoire de recherche qui sera ensuite repris puis par Kazunari Sakamoto et Yoshiharu Tsukamoto (Atelier Bow How). Son influence est sensible chez les architectes Itsuko Hasegawa, qui a travaillé dans son agence à Tokyo, Toyō Itō, Kazuyo Sejima et Ryūe Nishizawa (SANAA) et plus récemment Maki Ōnishi et Yūki Hyakuda (o+h).  Il fonde son atelier-laboratoire en 1954 et conçoit plus de 30 maisons individuelles, ainsi que de nombreux bâtiments publics clés à travers le Japon.
Ses recherches sur l'espace au Japon et en particulier sur la question de l'habiter l'on amené à concevoir une architecture d'essence locale qui participera à une conception "abstraite" de la spatialité japonaise. Son travail est généralement classé comme ayant de fortes qualités de lucidité et de fugacité, et pour ces raisons est souvent considéré comme idéologiquement influent sur le travail de Toyō Itō.
Il est lauréat du Grand Prix de l'Institut d'architecture du Japon en 2005. En 2010, la Biennale de Venise décerne un Lion d'or commémoratif spécial en mémoire de Kazuo Shinohara.

## Liste (partielle) de réalisations
- 1954 : Maison à Kugayama
- 1961 : Maison ombrelle

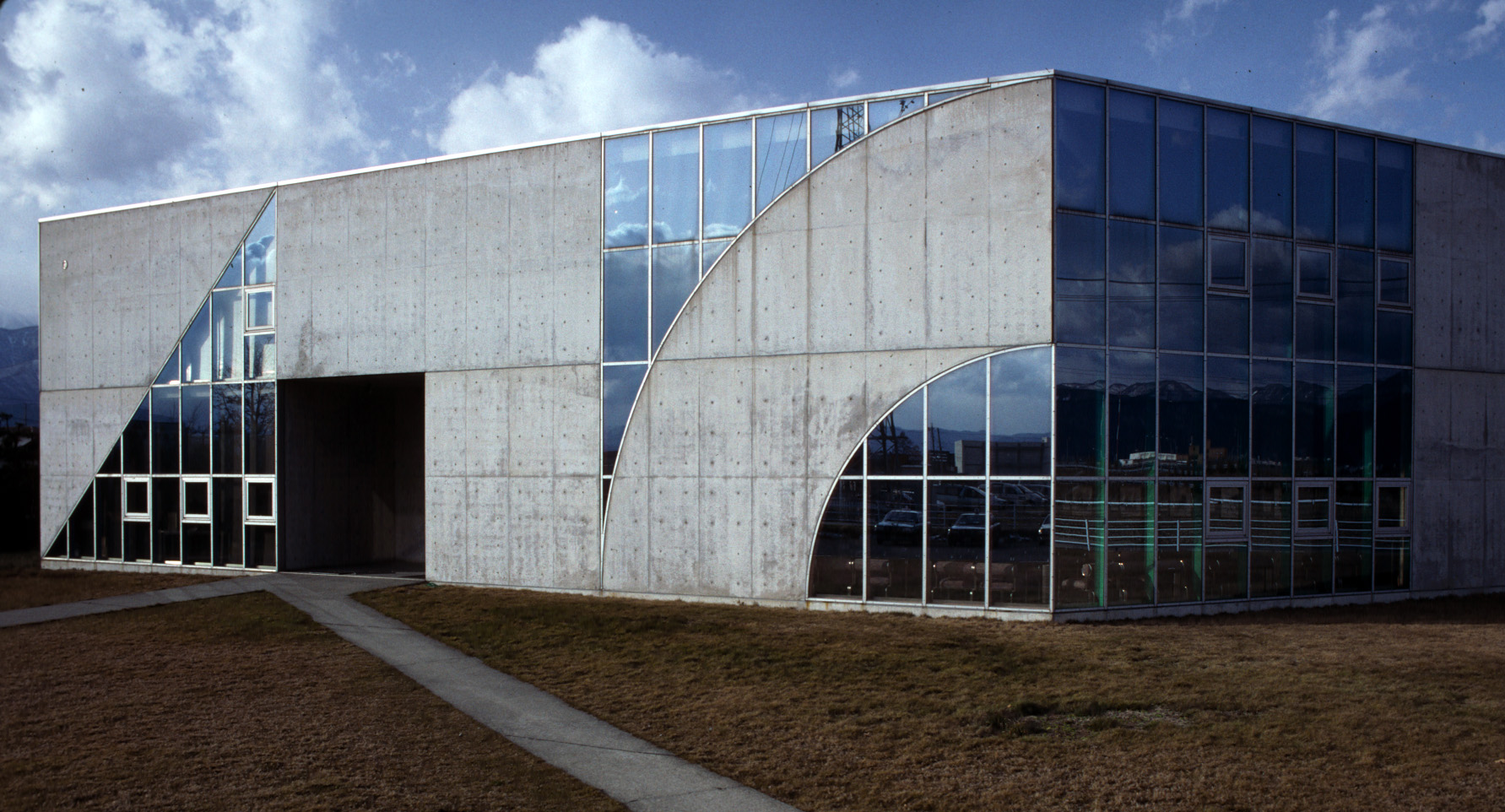
Musée japonais de l'ukiyo-e à Matsumoto (1982)

- 1963 : Maison au sol en terre battue
- 1966 : Maison en blanc
- 1970 : Maison inachevée
- 1974 : Maison Prisme
- 1974 : Maison de M. Tanikawa
- 1975 : Maison à Karuizawa
- 1976 : Maison à Itoshima
- 1976 : Maison dans la rue Uehara
- 1977 : Maison à Ashitaka
- 1981 : Maison sous une ligne de haute tension
- 1982 : Musée japonais de l'ukiyo-e à Matsumoto
- 1987 : Université de technologie de Tokyo (TIT) Centennial Hall à Tokyo
- 1990 : Kumamoto Police Station
- 1990 : K2 Building; Osaka (1990)

## Expositions
•2010 : Rencontres d'Arles

## Source de la traduction
- (en) Cet article est partiellement ou en totalité issu de l’article de Wikipédia en anglais intitulé « Shinohara Kazuo » (voir la liste des auteurs).